# 지구를 지켜라 (텔레비전 프로그램)
《지구를 지켜라》(프랑스어: Pok & Mok)는 프랑스의 텔레비전 애니메이션으로, Alphanim(현 Gaumont Animation)과 Vivement Lundi!에서 제작하였다. 대한민국에서는 EBS에서 방송하였다.

## 등장인물
- 철(프랑스어: Mok)
- 몽(프랑스어: Pok)
- 엄마(프랑스어: Penelope)
- 아빠(프랑스어: Ernest)